# Daminhão Experiença
Damião Ferreira da Cruz (Santo Amaro de Ipitanga, 27 de setembro de 1937 – Rio de Janeiro, 9 de dezembro de 2016), mais conhecido por seu nome artístico Damião Experiença, foi um cantor-compositor, letrista, multi-instrumentista e produtor de discos brasileiro, sido também marinheiro e cafetão. Considerado um dos maiores ícones da cena contracultural brasileira, e um dos músicos marginais mais famosos e prolíficos do país, já foi elogiado por figuras como Tony Bellotto, George Israel e Rogério Skylab, e também constantemente comparado ao artista marginal esquizofrênico Bispo do Rosário e aos músicos Frank Zappa, Moondog, Captain Beefheart, Sun Ra, Jandek e Father Yod. Seus álbuns, geralmente vendidos por ele nas ruas ou até mesmo distribuídos de graça quando sentia vontade, se tornaram itens de colecionador muito procurados, e sua personalidade reclusiva, excêntrica e despretensiosa lhe rendeu um apaixonado séquito cult.

## Biografia
Damião Ferreira da Cruz nasceu em 27 de setembro de 1937 em Portão, Santo Amaro de Ipitanga (atual Lauro de Freitas), Bahia, filho de Januária Bonifácia Costa e sem registro de paternidade, de acordo com registro de óbito. Vivenciou uma infância infeliz e era constantemente maltratado pelos pais, o que o levou a fugir de casa para o Rio de Janeiro quando tinha entre 10 e 13 anos. Quando jovem serviu de operador de radar da Marinha do Brasil; enquanto na Marinha alegadamente caiu de cima da gávea de um navio, batendo a cabeça no chão, o que poderia ter provocado seu estado mental errático. Diz-se também (em sua autobiografia que vem como um livreto-bônus em alguns de seus álbuns) que certa vez foi condenado à solitária por muitos anos por deserção. Depois de reformar-se precocemente da Marinha em 1963 (provavelmente devido a seu acidente), foi viver com uma prostituta numa casa de palafita nas imediações do bairro do Estácio, tornou-se cafetão e foi capaz de produzir seus álbuns graças a dinheiro obtido com proxenetismo. A primeira gravação comprovadamente de Damião foi uma participação especial no álbum de estreia de Luiz Melodia, Pérola Negra, de 1973 – contribuiu com o backing vocal na faixa "Forró de Janeiro", participação que ele sempre negou. Como contado por um dos músicos participantes do mesmo disco, Renato Piau, Damião era o único conhecido dos músicos que tinha carro na época, um Fusca, e ele os levava para o local de gravação, uma casa no inóspito bairro do Recreio dos Bandeirantes naquela época e ficava lá com eles, o que rendeu a participação nunca confirmada.
Não encontra-se informação sobre o momento da adoção do nome artístico "Experiença" (óbvia corruptela da palavra "experiência"), talvez como homenagem à banda do guitarrista Jimi Hendrix, The Jimi Hendrix Experience.
Supostamente em 1974 lançou por conta própria seu primeiro álbum, Planeta Lamma, e muitos outros seguiram ao decorrer dos anos 1970 até o princípio dos anos 1990. Damião também já chegou a afirmar que, durante este período, excursionou por vários países, como México, Colômbia, Cuba e Trindade e Tobago, mas a veracidade deste relato é dúbia.
Conhecido por sua personalidade insociável, desde sempre evitava entrevistas e atenção da mídia, até mesmo se recusando a dar autógrafos e a assinar documentos. Rogério Skylab, um dos fãs mais apaixonados de Damião, dedicou seu álbum de 2002 Skylab III a ele; em 2012 tentou entrevistá-lo para seu talk show Matador de Passarinho, mas Damião veementemente recusou o convite. Jô Soares também tentou muitas vezes entrevistar o músico, sem obter sucesso.
Em 1994 foi convidado para participar do álbum de estreia da banda de rock experimental Professor Antena, e concordou; porém, recusou-se a assinar o contrato da gravadora, e nunca recebeu dinheiro ou crédito por sua participação. Pouco depois entrou num longo hiato, no qual apareceu somente em shows esporádicos (um destes famosamente junto de Lulu Santos, em 10 de maio de 1993) e não lançou mais nenhum álbum, e em certo ponto do início dos anos 2000 foi até mesmo presumido morto.
Ressurgiu em 2007, lançando dois álbuns em CD: Sarafina 1937 e Amorzinho 1914, os pseudo-nomes de sua mãe e pai, respectivamente. Em 2009 realizou uma turnê por São Paulo numa série de shows junto às bandas experimentais Zumbi do Mato e Supersimetria, e aos músicos Rogério Skylab, Walter Franco e seu filho, Diogo Franco. Depois destas performances entrou em outro hiato, alegando que já não podia mais tocar devido à idade avançada e à saúde em declínio, e que já não tinha mais dinheiro o suficiente para financiar a produção de novos álbuns com a regularidade de antes. Seu último lançamento conhecido foi a compilação de 2013 Cemitério Nazista II; foi seu único álbum a não sair por sua gravadora de costume, a Gravadora Planeta Lamma, fundada por ele próprio.
Damião nunca se casou e, até onde se sabe, não teve filhos, e até os últimos dias de sua vida viveu sozinho num apartamento repleto de objetos de toda espécie, evidenciando também o perfil de acumulador de Damião, em Ipanema próximo ao complexo de favelas do Cantagalo-Pavão-Pavãozinho, recebendo uma pensão por invalidez mensal da Marinha. Às vezes podia ser avistado vagando sem rumo pelas ruas de Ipanema e pela Praça General Osório, confundido com um mendigo por quem não estivesse familiarizado com sua carreira musical. Morreu em 10 de dezembro de 2016, aos 81 anos, e foi sepultado no Cemitério de São João Batista. Apenas duas pessoas estiveram presentes em seu funeral: um fã que tornou-se grande amigo e o acompanhou nos últimos meses de vida, e uma amiga e vizinha.

## Musicalidade e estética
O estilo musical de Damião é difícil  de ser categorizada com precisão, sendo que ele experimenta inúmeros gêneros diferentes, mais proeminentemente psych folk, rock psicodélico, reggae e música experimental. Suas canções não têm um sentido lógico à primeira vista, utilizando um dialeto criado por ele, o "dialeto do planeta Lamma" (falado em seu epônimo "planeta natal"), que possui letras improvisadas e expressões indecifráveis sem sentido aparente.
Sua discografia é vasta, com 25 LPs lançados em vinil (sendo dois duplos) e 2 CDs, mas que podem chegar a um número maior, uma vez que não existe nenhum registro oficial.
Entre seus tópicos principais estão o apoio a regimes autoritários e ditatoriais (particularmente o nazismo e o comunismo), ao apartheid e ao movimento rastafári, oposição ao aborto (como em A Mulher que Faz Aborto Não Tem Pena do Seu Próprio Corpo), ao feminismo, ao trabalho assalariado e a qualquer forma de religião organizada, enquanto alude a personalidades como João Cândido, Isabel e Eva Perón, Bob Marley, Pieter Botha, Adolf Hitler (como em Deus Adolf Hitler), Fidel Castro, Manuel du Bocage e Getúlio Vargas, além de temas como semiótica, sexo, homossexualidade, drogas e planetas criados por ele. "Eu gosto de tudo no mundo, do bom e do ruim. Adolf Hitler, Getúlio [Vargas], Bocage, temos que respeitar todos eles porque fizeram parte da História. Eu gosto de ir para onde o destino me leva", disse para O Globo, em 2015. Algumas músicas tratam sobre as mulheres, tais como: Só gosto de mulher lésbica, Nasci para ser sustentado por mulher bonita e Eu gosto de apanhar de mulher.
As capas de seus álbuns são colagens feitas com recortes de jornais e revistas e fotografias de si próprio, num estilo similar ao dos álbuns do músico nigeriano Fela Kuti.
Geralmente toca vários instrumentos enquanto canta ao mesmo tempo. Em alguns álbuns Damião utilizava exclusivamente violões com diferentes números de cordas, gaitas, chocalhos e ocasionalmente marimbas, misturando português com seu próprio dialeto nas letras. Este estilo é proeminente nos álbuns Planeta Lamma, Planeta Cabelo, 69, Planeta Lavoura/Planeta Roça e outros. Em outros álbuns ele conta com a presença de uma banda completa; nos vocais, abandona seu característico dialeto para cantar suas músicas letras de cunho altamente sexual e político, frequentemente misturando ideologias incompatíveis. Estas características são mais predominantes nos álbuns Guerrilheiro do Planeta Lamma, Planeta Guerrilha, Ezabelitaperonsim, Boca Calada..., entre outros. Em uma de suas músicas, usada por Rogério Skylab na introdução da canção "Esqueletos" (do disco Skylab III, 2002), apresenta a "composição" de sua banda: "Adolfo Hitler na guitarra; Mussolini no baixo; Damião na guitarra de solo; Isabelita Perón no clarinete; Eva Braun no violão".

## Filmes
Sua primeira aparição artística acontece no filme de 1971 Mangue Bangue, de Neville d'Almeida, ao lado de Maria Gladys, Paulo Villaça e Sérgio Bandeira.
Um curto documentário ao estilo cinéma vérité sobre Damião, intitulado Daminhão Experiença: O Filme e dirigido por Ricardo Movits e Jimi Figueiredo, estreou online em 15 de dezembro de 2016; cinco dias depois de sua morte. É uma das muito poucas entrevistas para as quais Damião concordou em participar. O filme foi originalmente rodado em 2007, e um trailer foi enviado para o canal oficial da dupla no YouTube no ano seguinte.
Um outro documentário curto, intitulado ADEUSDAMIÃO2016FIM e dirigido por Liebert Rodrigues e Flor Castilhos, estreou no YouTube em 13 de agosto de 2020; foi originalmente rodado pouco antes de sua morte em 2016.

## Discografia parcial

### Álbuns datados (não confirmados)
- 1974: Planeta Lamma
- 1974: 69
- 1978: Planeta Lavoura / Planeta Roça (duplo)
- 1992: Comando Planeta Lamma
- 1992: Guerrilheiro do Planeta Lamma
- 1992: Boca Fechada Não Entra Mosquito, Só Felicidade
- 2007: Amorzinho 1914 (CD)
- 2007: Sarafina 1937 (CD)
- 2013: Cemitério Nazista II (compilação)

### Álbuns com data desconhecida
- 1945
- 4C/308 ou 4C/1308 (duplo)
- AdeusAdolfHitler1945fim
- A Morte é a Dor, a Dor é a Morte, Eu Amo a Morte
- Cemitério Nazismo
- Chupando Cana Verde no Planeta Lamma / Cheirando Alho no Planeta Lamma
- Daimião
- Ezabelitaperonsim
- Fim do Mundo
- M19 Bomba Atômica
- Nu Planeta Mendigo
- Planeta Cabelo
- Planeta Cachaça
- Planeta Galinha / Bocagi
- Planeta Guerra 1914
- Planeta Guerrilha
- Quinteto Planeta Lamma / Alta Fidelidade
- Planeta Quentão
- Praça Vermelha

### Participações especiais
Luiz Melodia
- 1973: Pérola Negra (backing vocal em "Forró de Janeiro") Professor Antena
- 1994: Professor Antena (vocais adicionais; não creditado)